# Tron (film)
Tron är en delvis animerad science fiction-film från 1982, producerad av Walt Disney Productions och med Steven Lisberger som regissör.
I december 2010 hade uppföljaren Tron: Legacy premiär.

## Handling
Det mäktiga datorprogrammet Master Control kontrollerar mjukvaruföretaget ENCOM:s stordator, där programmeraren Kevin Flynn hamnar när han sugs in i den. Flynn och två mindre, maktlösa datorprogram, Tron och Ram, ger sig in i kampen för att bli av med Master Control.

## Om filmen
Filmen har blivit en kultklassiker för datorentusiaster då den bland annat visar hur en "datornörd" kan vara hjälten. Filmen innehåller bland annat en animerad sekvens där motorcykelliknande racers tävlar mot varandra i något som starkt påminner om det tidiga datorspelet wet paint.
Den blev Oscars-nominerad för bästa kostym.

## Rollista
- Jeff Bridges som Kevin Flynn/Clu
- Bruce Boxleitner som Alan Bradley/Tron
- David Warner som Ed Dillinger/Sark/Master Control Program (röst)
- Cindy Morgan som Dr. Lora Baines/Yori
- Barnard Hughes som Dr. Walter Gibbs/Dumont
- Dan Shor som Ram/Popcorn Co-Worker
- Peter Jurasik som Crom
- Tony Stephano som Peter/Sarks löjtnant

## Datorspel
Flera datorspel delvis baserade på Tron har släppts av Atari, Inc. och även Monolith Productions har utvecklat ett spel, Tron 2.0.